# Antisemitische incidenten op Europese campussen in de 21ste eeuw
Antisemitische incidenten op Europese universiteitscampussen zijn in de 21ste eeuw toegenomen en vormen een groeiende zorg voor Joodse studenten en universiteitsbesturen. Deze incidenten omvatten verbaal geweld, intimidatie, uitsluiting, vandalisme en in sommige gevallen fysieke aanvallen. Veel van deze gevallen doen zich voor in de context van politieke spanningen rond het Israëlisch-Palestijns conflict, vooral tijdens pro-Palestijnse demonstraties, maar reiken vaak verder dan de politieke discussie alleen.

## Context en achtergrond
De Europese universiteiten herbergen diverse studentengemeenschappen, waarbij Joodse studenten soms geconfronteerd worden met conflicten die voortvloeien uit internationale politieke spanningen. Pro-Palestijnse protesten zijn vaak aanleiding voor conflicten, waarbij het onderscheid tussen kritiek op Israël en antisemitisme soms vervaagt. De International Holocaust Remembrance Alliance (IHRA) heeft richtlijnen opgesteld om antisemitisme te definiëren, wat helpt bij het identificeren van antisemitische uitingen binnen politieke en academische contexten.

## Voorbeelden en incidenten
- Verenigd Koninkrijk
  - In 2016 veroorzaakte de annulering van een door een pro-Israëlische studentengroep georganiseerde lezing op University College London (UCL) controverse na druk van pro-Palestijnse studenten.[2]
  - In 2017 beschreef een rapport van de Community Security Trust (CST) meerdere gevallen van antisemitische intimidatie op Britse universiteiten, waaronder beledigingen en bedreigingen tijdens studentenbijeenkomsten.[3]
  - Cambridge University werd herhaaldelijk bekritiseerd voor het falen om antisemitisme aan te pakken, waaronder incidenten waarbij Joodse studenten werden geconfronteerd met antisemitische spandoeken tijdens protesten.[4]

- Frankrijk
  - Franse universiteiten zoals Sorbonne en Sciences Po hebben meldingen ontvangen van antisemitische opmerkingen en discriminatie tijdens protesten tegen Israël, waarbij Joodse studenten het doelwit waren.[5]
  - In 2018 leidde een antisemitische aanval op een Joodse student aan de Universiteit van Strasbourg tot publieke verontwaardiging en een versterkte oproep tot actie tegen antisemitisme op campussen.[6]

- Duitsland
  - Duitse universiteiten meldden sinds 2010 toegenomen antisemitische incidenten, vooral tijdens politieke evenementen. In 2014 werden studenten aan de Humboldt-Universität in Berlijn geconfronteerd met antisemitische slogans tijdens een pro-Palestijnse demonstratie.[7]
  - In 2020 publiceerde de Duitse overheid een rapport waarin de groeiende antisemitische tendensen op universiteiten werd benadrukt, met aandacht voor de noodzaak van educatieve programma's.[8]

- Nederland
  - In 2019 rapporteerde het Anne Frank Fonds dat antisemitische incidenten op Nederlandse universiteiten toenamen, met voorbeelden van intimidatie en uitsluiting van Joodse studenten tijdens politieke bijeenkomsten.[9]
  - De Universiteit van Amsterdam (UvA) ondernam maatregelen na meerdere meldingen van antisemitische graffiti en verbaal geweld in 2017 en 2018.[10]

- België
  - Universiteit Gent
    - In 2018 veroorzaakte een studentenvereniging controversie na het ophangen van antisemitische posters die de Israëlische politiek bekritiseerden maar door velen werden ervaren als antisemitisch.[11]
    - Joodse studenten rapporteerden op verschillende momenten intimidatie en uitsluiting binnen studentenkringen, wat leidde tot interne onderzoeken en discussies over diversiteit en respect.[12]

- - Vrije Universiteit Brussel (VUB) en Université libre de Bruxelles (ULB)
    - Tijdens protesten tegen Israëlische militaire acties werden enkele incidenten gemeld waarbij Joodse studenten werden lastiggevallen en antisemitische leuzen werden geroepen.[13]
    - De universiteiten hebben nadien beleidsmaatregelen ingevoerd om haatzaaien en discriminatie te bestrijden, inclusief bewustmakingscampagnes en het stimuleren van dialoog tussen studentengroepen.[14]

- - Katholieke Universiteit Leuven (KU Leuven)
    - Ook hier zijn meldingen van antisemitische uitingen binnen het studentenleven. Zo leidde de verspreiding van antisemitische stereotypen binnen bepaalde discussiegroepen tot aandacht van de universiteitsraad.[15]
    - Er werden initiatieven genomen om inclusiviteit te bevorderen en meer aandacht te schenken aan de veiligheid van Joodse studenten.[16]

## Uitdagingen en reacties
Universiteiten staan voor de uitdaging om een veilige leeromgeving te creëren terwijl zij ook de vrijheid van meningsuiting beschermen. De grens tussen legitieme kritiek op de Israëlische politiek en antisemitisme is complex en wordt regelmatig onderwerp van debat. Veel instellingen voeren nu nul-tolerantiebeleid tegen haatzaaien en voeren bewustmakingscampagnes uit.
Verschillende organisaties, zoals de European Union Agency for Fundamental Rights (FRA) en de Community Security Trust (CST), leveren data en advies aan universiteiten en overheden om antisemitisme te bestrijden. Daarnaast zijn er oproepen om het IHRA-werkdefinitie van antisemitisme breed te implementeren in het hoger onderwijs.

## Recente ontwikkelingen
Met de escalatie van het Israëlisch-Palestijns conflict in 2021, steeg het aantal antisemitische incidenten op Europese campussen aanzienlijk.